# Etienne Simar
Etienne Simar (21 april 1968) is een Belgisch Duitstalig politicus voor de CSP.

## Biografie
Simar, opgegroeid in een Franstalig gezin in de streek van Verviers, behaalde in 1990 een diploma in elektriciteit in het technisch hoger onderwijs en in 1991 een getuigschrift in pedagogische bekwaamheid aan de pedagogische hogeschool IESP Jonfosse in Luik. Hij werd leraar elektriciteit en mechanica aan het Robert-Schuman-Instituut in Eupen.
In 2018 werd hij politiek actief voor de CSP en in oktober van dat jaar werd hij verkozen tot gemeenteraadslid van Lontzen. Ook is hij sinds 2019 lid van de raad van bestuur van FinOst, de intercommunale voor gas- en elektriciteitsdistributie in de streek van Eupen en Malmedy, en zetelde hij van 2020 tot 2024 in het bestuur van de Duitstalige openbare omroep BRF.
Na de Duitstalige Gemeenschapsverkiezingen van juni 2024 kwam Simar in juli 2024 in het Parlement van de Duitstalige Gemeenschap als opvolger van Jérôme Franssen, die minister was geworden in de regering-Paasch III.